# Хассан, Абделькарим
Абделькарим Хассан Фадлалла (араб. عبد الكريم حسن‎; род. 28 августа 1993, Доха) — катарский футболист, защитник клуба «Персеполис»

## Карьера
Абделькарим выступает за «Аль-Садд» с 2010 года. В составе него стал чемпионом Катара в сезоне 2012/13, выиграл лигу чемпионов АФК 2011, кубок Катара в 2014 году. В 2017 году на правах аренды выступал за бельгийский «Эйпен». 4 ноября забил гол в ворота «Сент-Трюйдена» и помог команде добиться ничьей.
В 2015 году был в составе сборной Катара на кубке Азии. На турнире сыграл против Ирана и ОАЭ.
В декабре 2018 года был включён в заявку на Кубок Азии 2019. 13 января во втором матче группового этапа против КНДР отличился голом на 68 минуте игры, установив окончательный счёт 6:0. 1 февраля вместе с командой стал обладателем Кубка Азии.